# UFC on ABC: Holloway vs. Kattar
UFC on ABC: Holloway vs. Kattar (även UFC on ABC 1 och UFC Fight Island 7) är en MMA-gala anordnad av UFC. Den äger rum 16 januari 2021 vid Etihad Arena på Fight Island, Abu Dhabi, Förenade arabemiraten.

## Bakgrund
Huvudkortet är den första gången UFC sänds via ABC och dessutom den första gången UFC sänds via marksänd TV sedan de sändes via Fox på UFC on Fox-galorna, av vilken den sista var UFC on Fox: Lee vs. Iaquinta 2 i december 2018.
Efter nio galor inför tomma läktare vid Flash Forum under coronapandemin sände UFC sin första gala från den nybyggda Etihad Arena. Ett begränsat antal besökare tillåts vilket innebär att för den första gången sedan UFC 248 mars 2020 tillåts andra personer än bara de absolut nödvändigaste inne på en arena. Arenan har en kapacitet på över 18 000, men UFC siktar på att ha cirka 2000 besökare vid var och en av Fight Island-galorna under veckan som inleds med den här tillställningen.
En fjäderviktsmatch mellan före detta fjäderviktsmästaren Max Holloway och Calvin Kattar är tänkt att stå som huvudmatch.

## Ändringar
En mellanviktsmatch mellan flerfaldige BJJ-världsmästaren Rodolfo Vieira och Anthony Hernandez var planerad till galan, men Hernandez tvingades dra sig ur på grund av covid-19-smitta och matchen bokades om till UFC 258.
Bara timmar innan galan ströks matchen i mellanvikt mellan de två godkänt invägda fajterna Phil Hawes och Nassourdine Imanov. Ingen vidare förklaring gavs vid tillfället.

### Invägning
Vid invägningen strömmad via Youtube vägde utövarna följande:

## Resultat

### Bonusar
Följande MMA-utövare fick bonusar om 50 000 USD vardera:
- Fight of the Night: Max Holloway vs. Calvin Kattar
- Performance of the Night: Li Jingliang och Alessio Di Chirico